# Andrea Chénier
Andrea Chénier ist eine 1896 uraufgeführte Oper in vier Akten des italienischen Komponisten Umberto Giordano. Das Libretto verfasste Luigi Illica, der später mehrfach für Giacomo Puccini als Librettist tätig war. Gelegentlich wird Andrea Chénier auch als musikalisches Drama bezeichnet. Im Mittelpunkt des dem Verismo zugerechneten Werkes steht die tragische Figur des französischen Dichters André Chénier, der 1794 in Paris mit 31 Jahren auf der Guillotine endete.

## Handlung
Die Handlung der Oper spielt zur Zeit der Französischen Revolution und der Schreckensherrschaft der Jakobiner in und um Paris. Sie ist weitgehend frei erfunden und beruht nur in geringem Umfang auf bekannten Fakten aus der Biografie Chéniers.

### Erster Akt
Der Dichter Andrea Chénier, der Hauptakteur, begegnet dem Hörer zum ersten Mal inmitten einer Adelsgesellschaft im Haus der Gräfin von Coigny auf dem Land. Obwohl er gegen den Adel und dessen dekadenten Lebensstil eingestellt ist, nimmt er an dieser Gesellschaft teil. Als er dazu aufgefordert wird, einige seiner Gedichte vorzutragen, weigert er sich charmant und wird erst durch spöttische Bemerkungen der jungen Grafentochter Madeleine dazu gebracht, einige Verse zu rezitieren. In diesen übt er harsche Kritik am Adel und dessen Lebensweise. Überraschenderweise empfindet Madeleine ebenso und ergreift die Partei des Dichters. In diese Situation platzt der Sohn des Gärtners, Charles Gérard – der Gegenspieler Chéniers, mit einigen hungrigen armen Leuten hinein. Gérard, der von den Ideen der Revolution bereits sehr überzeugt ist und den Adel – bis auf Madeleine – hasst, wird zurückgedrängt und muss aus dem Dienst ausscheiden.

### Zweiter Akt
Andrea Chénier befindet sich nun in Paris und sieht sich und alle Pariser von Spionen, die im Dienste der Revolution stehen, beobachtet. Seine adelskritischen Werke haben ihn zu einem Mann gemacht, der von den Revolutionären gefeiert wurde. Doch die Zeiten haben sich geändert und mittlerweile wird er wegen seiner Beziehungen zum Adel kritisch betrachtet und gerät mehr und mehr unter Verdacht, nicht mehr voll hinter den Ideen der Revolution zu stehen. Sein Freund Roucher rät ihm zur Flucht. Doch halten ihn die geheimnisvollen Liebesbriefe einer Unbekannten, die sich als Madeleine entpuppt, davon ab, zu fliehen. Es kommt zu einer Liebesszene, die von einem Spitzel (Un Incredibile) beobachtet wird.
Der Spitzel benachrichtigt Gérard, der mittlerweile zum Sekretär der Revolution aufgestiegen ist. Zwischen Gérard und Chénier kommt es zu einem Duell, bei dem Gérard schwer verwundet zusammenbricht.

### Dritter Akt
Gérard ist wieder genesen, hat Chénier verhaften und vor Gericht stellen lassen. Im Sitzungssaal des Revolutionstribunals taucht Madeleine auf, um ihn zu retten. Gérard erkennt Madeleine und fühlt, wie seine Liebe zu ihr wieder aufflammt und stärker wird. Als Preis für Chéniers Rettung fordert er Madeleine und sie willigt aus Liebe zu Chénier ein. Sie hält eine ergreifende Rede über ihr Schicksal während der Revolution. Diese und ihre Bereitwilligkeit, „sich zu opfern“, lassen Gérard seine Einstellung zu Chénier ändern. Chénier verteidigt sich glänzend vor dem Ankläger Fouquier-Tinville. Gérard tritt für Chénier ein und spricht sich gegen das Todesurteil aus. Dennoch kann er nicht verhindern, dass Andrea Chénier zur Guillotine verurteilt wird. Das Volk will es so.

### Vierter Akt
Im Gefängnis von St. Lazare verbringt Chénier seine letzten Stunden, wo er seinem Freund Roucher seine letzten Verse vorträgt. Madeleine fasst derweil den Entschluss, mit dem Mann, den sie liebt, zu sterben. Sie besticht den Gefängniswärter und besteigt an Stelle einer verurteilten Delinquentin zusammen mit Chénier den Karren, der sie zum Schafott bringt. Die beiden Liebenden sind glücklich, gemeinsam in den Tod zu gehen. Gérard versucht, eine Begnadigung zu erwirken, doch es ist zu spät. Madeleine und Andrea sind im Tode vereint.

## Entstehung

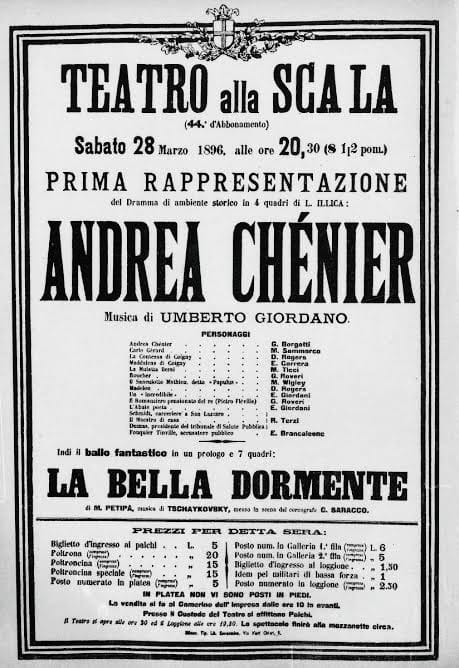
Uraufführung 1896

Andrea Chénier entstand in den Jahren 1894–1895. Luigi Illica verfasste das Libretto zunächst für den Komponisten Alberto Franchetti, der dieses später aber an Giordano abtrat.

## Rezeptionsgeschichte
Die Oper wurde am 28. März 1896 in der Mailänder Scala uraufgeführt. Weitere Aufführungen folgten, so bereits 1896 in New York City und am 28. Januar 1897 in Breslau. In Breslau wurde die Oper in der Textfassung von Max Kalbeck auf Deutsch aufgeführt, ebenso in Hamburg am 5. Februar 1897 unter der Leitung von Gustav Mahler. Andrea Chénier wurde bis 1909 unter anderem auch ins Französische, Tschechische, Ungarische, Schwedische und Englische übersetzt. Auf Englisch wurde die Oper allerdings erst 1903 in Manchester und London inszeniert. 1925 fand die Dresdner Erstaufführung in der Semperoper statt, der Komponist reiste an und war voll des Lobes. Es dirigierte Fritz Busch, die Hauptrollen waren mit Tino Pattiera und Meta Seinemeyer besetzt.
In Thomas Bernhards vorletztem, 1987 erschienenen Theaterstück Elisabeth II. wird die Oper Giordanos erwähnt (Elisabeth II. Frankfurt/Main 1987, S. 29). Der Protagonist Herrenstein reagiert eher abfällig auf die Oper.
Die Arie La mamma morta aus dem dritten Akt ist zentraler Bestandteil einer Szene des Films Philadelphia (1993). Die Arie (gesungen von Maria Callas) wird von dem homosexuellen und an AIDS erkrankten Anwalt und Opernliebhaber (gespielt von Tom Hanks) seinem Rechtsanwalt (gespielt von Denzel Washington) mit Kommentaren vorgespielt.
In Alain Claude Sulzers Roman Zur falschen Zeit (2010) lief 1954 eine Schallplattenaufnahme mit Beniamino Gigli und Maria Caniglia zum Doppelselbstmord der Protagonisten.

## Arien der Oper
- Un dì all'azzurro spazio (Chénier, 1. Akt)
- Vivere in fretta (Bersi, 2. Akt)
- Eravate possente (Maddalena, 2. Akt)
- Son la vecchia Madelon (Madelon, 3. Akt)
- La mamma morta (Maddalena, 3. Akt)
- Nemico della patria (Gérard, 3. Akt)
- Come un bel dì di Maggio (Chénier, 4. Akt)

## Aufnahmen/Tonträger
- Andrea Chénier, Orchester und Chor Teatro alla Scala unter der Leitung von Oliviero De Fabritiis und Achille Consoli, Beniamino Gigli (Andrea Chénier), Maria Caniglia (Maddalena di Coigny), Gino Bechi (Carlo Gérard), Giulietta Simionato (Gräfin Coigny), Vittoria Palombini (Madelon), Maria Huder (Bersi), Italo Tajo (Roucher), Giuseppe Taddei (Fouquier Tinville), Leone Paci (Mathieu), Adelio Zangonara (ein Abt, ein „Ungläubiger“), Gino Conti (der Haushofmeister, Schmidt, Dumas). La Voce Del Padrone, QALP 10069, 1941

- Andrea Chénier, National Philharmonic Orchestra und der John Alldis Choir unter der Leitung von James Levine und John Alldis, Plácido Domingo (Andrea Chénier), Renata Scotto (Maddalena di Coigny), Sherrill Milnes (Carlo Gérad), Jean Kraft (Gräfin Coigny), Gwendolyn Killebrew (Madelon), Maria Ewing (Bersi), Allan Monk (Roucher), Terence Sharpe (Pietro Fléville), Enzo Dara (Mathieu), Stuart Harling (Fouquier Tinville), Piero de Palma (ein Abt), Michael Sénéchal (ein Incredibile), Isser Bushkin (Schmidt), Nigel Beavan (der Haushofmeister), Malcolm King (Dumas). Sony Music, 1976